# Andrea di Niccolò
Andrea di Niccolò (1440 – 1514) è stato un pittore italiano.
Seguace del Vecchietta, fu autore di una Madonna in trono e Santi (1500) e di un'Adorazione dei pastori (1470).